# NE2S
Albums de Nessbeal
Rois sans couronne
(2008) Sélection naturelle
(2011)
Singles
1. Ça bouge pas
2. À chaque jour suffit sa peine
3. Ma grosse, feat. Orelsan

NE2S est le troisième album solo du rappeur français Nessbeal. Il est sorti le 14 juin 2010 sur 7th Magnitude.
L'album rentre à la 13e place dans le top album en vendant environ 4 600 exemplaires pendant la première semaine d'exploitation. Cette opus comporte 14 titres dont des collaborations avec Orelsan, La Fouine ou encore Indila,.

## Singles
- 2010 : Ça bouge pas
- 2010 : À chaque jour suffit sa peine
- 2010 : Ma grosse (feat. Orelsan)
- 2010 : Au Bout de la Route (feat. La Fouine)

## Liste des titres
| No  | Titre                                  | Producteur(s)              | Durée |
| --- | -------------------------------------- | -------------------------- | ----- |
| 1.  | Certifié classique                     | Therapy 2093 & Chichi 2031 | 3:08  |
| 2.  | À chaque jour suffit sa peine          | Skread                     | 3:35  |
| 3.  | Ça bouge pas                           | Skread                     | 3:47  |
| 4.  | After                                  | Skread                     | 3:22  |
| 5.  | Au bout de la route (feat. La Fouine)  | Skread                     | 3:54  |
| 6.  | Papa instable                          | Skread                     | 3:23  |
| 7.  | La Traversée du désert                 | Skread                     | 3:41  |
| 8.  | I.L.S. (feat. Brad Jones)              | Skread                     | 3:04  |
| 9.  | Ma grosse (feat. Orelsan)              | Skread                     | 4:02  |
| 10. | Je vole au-dessus de ça (feat. Isleym) | Skread                     | 3:44  |
| 11. | Bouteille à la mer (feat. Evaanz)      | Street Fabulous            | 3:56  |
| 12. | NE2S                                   | Street Fabulous            | 4:07  |
| 13. | Balles dans le pied                    | Skread                     | 4:18  |
| 14. | Poussière d'empire (feat. Indila)      | Skalpovich                 | 7:07  |